# DreamCatcher Games
DreamCatcher Interactive Inc. (ou DreamCatcher Games) é uma empresa sediada em Toronto, Ontario, Canadá.

Desenvolve jogos de estratégia. Ficou conhecida pelo desenvolvimento dos jogos SuperPower e SuperPower 2.

## Jogos
| Título                                | Ano de lançamento | Plataforma                               | Notas              |
| ------------------------------------- | ----------------- | ---------------------------------------- | ------------------ |
| Agassi Tennis Generation              | 2003              | Windows, Game Boy Advance, PlayStation 2 |                    |
| Animates                              | 2007              | Nintendo DS                              |                    |
| Arcania: Gothic 4                     | 2010              | Windows, Xbox 360, PlayStation 3         |                    |
| Arx Fatalis                           | 2002              | Windows, Xbox                            |                    |
| Atlantis: The Lost Tales              | 1997              | Windows                                  | Publicado          |
| Besieger                              | 2004              | Windows                                  |                    |
| Cold War                              | 2005              | Windows, Xbox, Linux                     |                    |
| Curse: The Eye of Isis                | 2003              | Windows, Xbox, PlayStation 2             |                    |
| Domination                            | 2005              | Windows                                  |                    |
| Dunes of War                          | 2007              | Windows                                  |                    |
| Dungeon Lords                         | 2005              | Windows                                  |                    |
| Emergency Fire Response               | 2003              | Windows                                  |                    |
| Enigma: Rising Tide                   | 2003              | Windows                                  |                    |
| Enigma: Rising Tide Gold Edition      | 2005              | Windows                                  |                    |
| First Battalion                       | 2006              | Windows, Xbox                            |                    |
| Genesis Rising                        | 2006              | Windows                                  |                    |
| Gore: Ultimate Soldier                | 2002              | Windows                                  |                    |
| Haegemonia: Legions of Iron           | 2003              | Windows                                  |                    |
| Harbinger                             | 2003              | Windows                                  |                    |
| Inkheart                              | 2008              | Nintendo DS                              | Basedo no Inkheart |
| Jewels of the Oracle                  | 1995              | Windows, Mac                             | Publicado          |
| LifeSigns: Surgical Unit              | 2007              | Nintendo DS                              |                    |
| ObsCure                               | 2004              | Windows, Xbox, PlayStation 2             |                    |
| Painkiller                            | 2004              | Windows                                  |                    |
| Painkiller: Battle Out of Hell        | 2004              | Windows                                  |                    |
| Painkiller: Black                     | 2005              | Windows                                  |                    |
| Painkiller: Hell Wars                 | 2006              | Xbox                                     |                    |
| Painkiller: Overdose                  | 2007              | Windows                                  |                    |
| Painkiller: Resurrection              | 2009              | Windows                                  |                    |
| Pax Romana                            | 2003              | Windows                                  | Publicado          |
| Playmobil Circus                      | 2009              | Wii                                      |                    |
| Playmobil Knights                     | 2009              | Nintendo DS                              |                    |
| Playmobil Pirates                     | 2009              | Nintendo DS                              |                    |
| Project Earth: Starmageddon           | 2002              | Windows                                  |                    |
| Riddle of the Sphinx                  | 2000              | Windows                                  |                    |
| Rock Manager                          | 2001              | Windows                                  |                    |
| Seven Kingdoms - Conquest             | 2008              | Windows                                  |                    |
| Spellforce Universe                   | 2007              | Windows                                  |                    |
| Spirits & Spells                      | 2003              | Nintendo GameCube, PlayStation 2         |                    |
| SuperPower                            | 2002              | Windows                                  |                    |
| SuperPower 2                          | 2004              | Windows                                  |                    |
| The Guild 2                           | 2006              | Windows                                  |                    |
| The Guild 2: Pirates of the High Seas | 2007              | Windows                                  |                    |
| Traitors Gate                         | 2000              | Macintosh, Windows                       |                    |
| War Leaders: Clash of Nations         | 2008              | Windows                                  |                    |
| World Party Games                     | 2009              | Wii                                      |                    |
| Yager (aka Aerial Strike)             | 2003              | Windows, Xbox                            |                    |
| Yoga Wii                              | 2009              | Wii                                      |                    |